# Мади (Илиноис)
Мади (енгл. Muddy) град је у америчкој савезној држави Илиноис.

## Демографија
По попису из 2010. године број становника је 68, што је 10 (-12,8%) становника мање него 2000. године.
| Група             | 2000.      | 2010.      |
| Белци             | 69 (88,5%) | 66 (97,1%) |
| Афроамериканци    | 4 (5,1%)   | 1 (1,5%)   |
| Азијати           | 0 (0,0%)   | 0 (0,0%)   |
| Хиспаноамериканци | 3 (3,8%)   | 0 (0,0%)   |
| Укупно            | 78         | 68         |